# Statholdergaarden (bygning)
 For alternative betydninger, se Statholdergaarden. (Se også artikler, som begynder med Statholdergaarden)
Statholdergaarden er en fredet villa fra 1640, der ligger på Rådhusgata 11 i Kvadraturen i Oslo. Den blev opført af møntmester Peter Grüner.
Statholder Ulrik Frederik Gyldenløve boede i huset i slutningen af 1600-tallet, deraf navnet. Oprindeligt havde huset sadeltag med høje gavle, men dette blev erstattet med mansardtag i 1912.
Stukken blev lavet i 1700-tallet. Cleopatrarummet forestiller Cleopatras dramatiske død, hvor hun lader sig bide i brystet af en giftslange i senbarok -nyrokokostil.
Op gennem årene har flere restauranter holdt i gården; i 1914 åbnede skøjteløberen Axel Paulsen Cafe Anglais i første etage. Siden 1994 har køkkenchef Bent Stiansen drevet restauranten Statholdergaarden her og serverer gourmetmad. Restauranten fik én stjerne i Michelinguiden i 1998.